# ایوان بالیکین
ایوان بالیکین (ایتالیایی: Ivan Balykin؛ زادهٔ ۲۶ نوامبر ۱۹۹۰) دوچرخه‌سوار اهل ایتالیا است.
از باشگاه‌هایی که در آن رکاب زده‌است می‌توان به گازپروم-روس‌ولو اشاره کرد.